# (72674) 2001 FB54
(72674) 2001 FB54 – planetoida z pasa głównego asteroid okrążająca Słońce w ciągu 4,13 lat w średniej odległości 2,57 j.a. Odkryta 18 marca 2001 roku.